# Аквапорин 3
Аквапорин 3 — белок группы аквапоринов, водный канал, локализуется на базолатеральной мембране собирательных канальцев в почках. Впервые клонирован в 1994 году. Аквапорин 3 эритроцитов определяет группу крови Гилла (GIL).

## Структура и функции

### Структура
Аквапорин 3 является тетрамерным интегральным белком. Мономер состоит из 292 аминокислоты, содержит 2 тандемных повтора с 3 трансмембранными участками и петлю с характерным для аквапоринов мотивом аспарагин-пролин-аланин, которая формирует водный канал..

### Функция
Формирует водный канал в клеточной мембране, в особенности в собирательных канальцах почек. Обеспечивает передвижение воды через клеточную мембрану в направлении осмотического градиента. В отличие от других аквапоринов обладает лишь относительной специфичностью к воде и пропускает также другие низкомолекулярные незаряженные соединения, такие как мочевина и глицерин. Именно аквапорин 3 является основным каналом для транспорта глицерина, что, в частности, важно для всасывания глицерина кожей и, возможно, в клеточном метаболизме.
Канал играет важную роль в гидратации кожи, заживлении ран и росте опухолей.

### Экспрессия в тканях
Аквапорин 3 находится во многих тканях: в эритроцитах, эпителиальных клетках почек, лёгких, кожи, а также незрелых дендритоцитах. Экспрессия индуцируется солями магния.

## Группа крови Гилла (GIL)
Описана недостаточность аквапорина 3, вызванная мутацией со сдвигом рамки считывания, которая может приводить к выработке аллоантител при переливании крови. Впрочем, группа крови Гилла (GIL) встречается исключительно редко. Интересно, что отсутствие аквапорина 3 у описанных пробандов не приводило к каким-либо видимым клиническим симптомам.